# Новосмоляниново
Новосмоляниново, Смолянка — колишнє робітниче селище, у 1930-х роках органом самоврядування була Новосмолянівська селищна рада.

## Короткі відомості
Літом 1869 року підприємець Джон Юз придбаває у поміщиків Смолянинових садибу на 719 десятин, де почав виготовляти інструменти для будівництва кам'яновугільного рудника мід річкою Кальміус та балкою Богодухівською.
Виникло як робітниче селище при Новосмолянинівському руднику. Під час Першої світової війни хімік Іван Андреєв добився виробництва на електрифікованому, із водогоном руднику азотної кислоти з аміаку. Будівництво почалося у березні 1916-го. 10 лютого став до ладу Юзівський азотний завод. В 1920-1930-х роках за місцевістю закріпилася назва Смолгора.
Селище постраждало внаслідок геноциду українського народу, вчиненого урядом СССР у 1932—1933 роках, кількість встановлених жертв — 1145 осіб.
Станом на 2010-ті роки — місцевість у Куйбишевському районі Донецька.

## Також
- Перелік населених пунктів, що постраждали від Голодомору 1932-1933, Донецька область